# Eagles
Eagles este o formație rock din Statele Unite ale Americii formată în Los Angeles, California, în 1971, de Glenn Frey, Don Henley, Bernie Leadon și Randy Meisner.

## Albume muzicale
Cu cinci single-uri numărul unu și șase albume numărul unu, Eagles a fost una dintre cele mai de succes trupe din anii 1970. La sfârșitul secolului 20, două dintre albumele lor , Their Greatest Hits (1971–1975) și Hotel California, s-au clasat printre cele mai bine 20 de albume vândute în SUA conform Recording Industry Association of America. Hotel California este clasat pe locul 37 în clasamentul 500 Greatest Albums of All Time realizat de Rolling Stone, iar trupa este clasată pe locul 75 în clasamentul  100 Greatest Artists of All Time realizat de aceeași revistă. De asemenea ei au cel mai bine vândut album în SUA, Their Greatest Hits (1971–1975), care s-a vândut în 29 de milioane de copii.

## Membri
| Membri actuali - Don Henley – vocal, tobe, percuție, chitară (1971–80, 1994–prezent) - Joe Walsh – chitară, vocal, clape (1975–80, 1994–prezent) - Timothy B. Schmit – bas, vocal, chitară acustică (1977–80, 1994–prezent) | Foști membri - Glenn Frey – vocal, chitară, clape, armonică (1971–80, 1994–2016) - Bernie Leadon – chitară, vocal, banjo, mandolină, pedal steel (1971–75; oaspete live 2013-prezent) - Randy Meisner – bas, vocal, chitară, guitarrón (1971–77) - Don Felder – chitară, mandolină, vocal, clape, pedal steel (1974–80, 1994–2001) |

## Galerie: Eagles în decembrie 2008

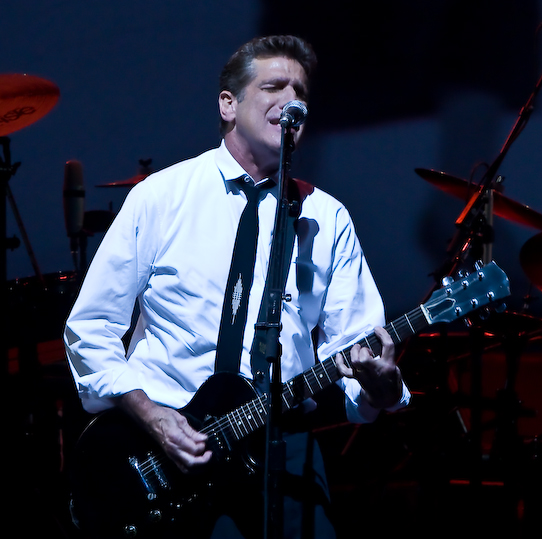
Glenn Frey
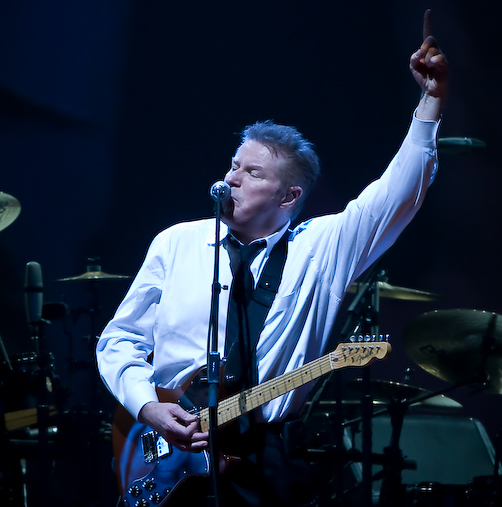
Don Henley
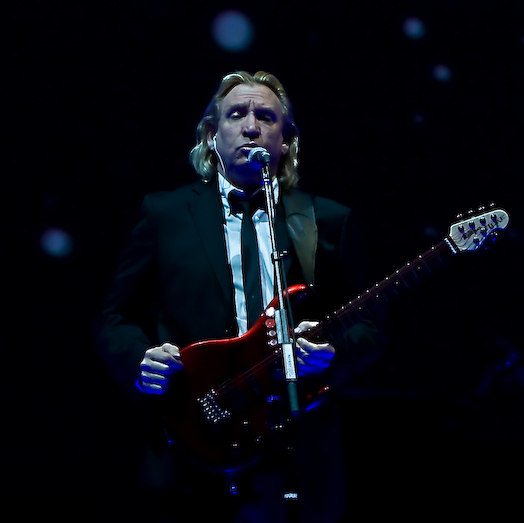
Joe Walsh
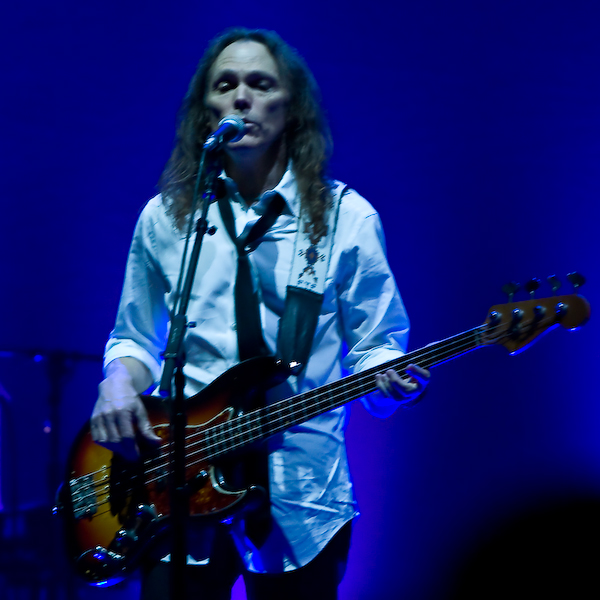
Timothy B. Schmit

## Discografie
Albumuri de studio
- Eagles (1972)
- Desperado (1973)
- On the Border (1974)
- One of These Nights (1975)
- Hotel California (1976)
- The Long Run (1979)
- Long Road Out of Eden (2007)